# Калдуни (Вармінсько-Мазурське воєводство)
Калдуни (пол. Kałduny, нім. Groß Schönforst) — село в Польщі, у гміні Ілава Ілавського повіту Вармінсько-Мазурського воєводства.
Населення — 330 осіб (2011).
У 1975-1998 роках село належало до Ольштинського воєводства.

## Демографія
Демографічна структура станом на 31 березня 2011 року:
|          | Загалом | Допрацездатний вік | Працездатний вік | Постпрацездатний вік |
| -------- | ------- | ------------------ | ---------------- | -------------------- |
| Чоловіки | 163     | 42                 | 112              | 9                    |
| Жінки    | 167     | 42                 | 101              | 24                   |
| Разом    | 330     | 84                 | 213              | 33                   |